# مينغوريا
بلدية مينغوريا (بالإسبانية: Mingorría) هي بلدية تقع في مقاطعة آبلة التابعة لمنطقة قشتالة وليون وسط إسبانيا.

## الديموغرافيا
بلغ عدد سكان بلدية مينغوريا 420 نسمة عام 2011 (وفقاً للمعهد الوطني للإحصاء الإسباني).
| 556 | 549 | 506 | 466 | 449 | 444 | 420 |